# Niedermoschel
Niedermoschel là một đô thị thuộc thuộc huyện Donnersberg, Đức. Đô thị Niedermoschel có diện tích 6,62 km², dân số thời điểm ngày 31 tháng 12 năm 2006 là 545 người.